# ふるさとの夢 (曲)
「ふるさとの夢」（ふるさとのゆめ）は、2018年3月28日にアップフロントワークス（UP-FRONT WORKSレーベル）から発売されたかみいしなか かなのインディーズシングル。

## リリース
- TBSテレビ『ふるさとの夢』オープニングテーマ。及び第1期（#1 - #41）エンディングテーマ。
- 2017年3月25日・26日に幕張メッセで開催された「遊ぶ。暮らす。育てる。SATOYAMA & SATOUMIへ行こう 2017」及び「Hello! Project ひなフェス 2017」会場グッズ売場にて先行販売[1]。
- SATOYAMA SATOUMI movementのユニットがCDをリリースするのは、2014年4月23日にさとのあかり、トリプレット、ODATOMOがリリースしたスプリット・シングル『嗚呼、素晴らしき日々よ/Dream Last Train/木立を抜ける風のように』以来3年ぶりである。

## 収録曲
| #  | タイトル                       | 作詞     | 作曲     | 編曲     | 時間 |
| -- | ------------------------------ | -------- | -------- | -------- | ---- |
| 1. | 「ふるさとの夢」               | 角田崇徳 | 角田崇徳 | 上杉洋史 | 4:43 |
| 2. | 「ふるさとの夢」(Instrumental) |          | 角田崇徳 | 上杉洋史 | 4:43 |

## リリース日一覧
| 地域 | リリース日    | レーベル       | 規格           | カタログ番号 |
| ---- | ------------- | -------------- | -------------- | ------------ |
| 日本 | 2018年3月28日 | UP-FRONT WORKS | CD（シングル） | UFCW-1122    |